# 平清水焼
平清水焼（ひらしみずやき）は山形県山形市平清水で焼かれる陶磁器。千歳山の原土を用い、麓には「陶芸の里」もあることから、別名・千歳焼とも呼ばれる。

## 概要
江戸時代の文化年間（1804〜18年）、常陸の国から来た小野藤次平（小野藤治平）が陶祖と言われるが、平安時代に円仁（慈覚大師）が千歳山の土を使って教えたとも伝えられる。文政年間（1818～1829）、相馬藩の阿部覚左エ門がこの地を訪れて窯を開き、村内に相馬焼の手法が普及して窯業の一大集落へと発展。明治中期の最盛期には30軒を超えるまでに至るが、時代の変遷とともにその規模は縮小し、今では3窯元が残るのみである。
原土に含まれる鉄分のにじみ出た梨青磁の青龍窯、うすぐもりの味を出した辰砂釉、そして民芸陶器の七右エ門窯と、窯ごとにさまざまな創意工夫を凝らしている。
現在、一般に知られているのは青龍窯の「梨青瓷」「残雪」である。梨青瓷は、地元の土に含有されている硫化鉄が、還元炎焼成によって気化、釉薬の中に溶解すると梨の肌のような青白色の斑点が生じ、独特の風合いを醸し出す。ブリュッセル万国博覧会の出展で受賞し、一気に平清水の名は上がったといわれる。「残雪」は純白の白釉を掛けることによって、黒色の斑点が浮き上がることで名付けられた。他にも撫青瓷の平吉窯、「白衣」といわれる化粧掛けや「白砂」を得意とする天沢窯など6つの個性的な窯場がある。